# The Walt Disney Company
Компанія Волта Діснея (англ. The Walt Disney Company) — одна з найбільших корпорацій індустрії розваг у світі. Заснована 16 жовтня 1923 братами Волтером і Роєм Діснеями як невелика анімаційна студія, станом на 2015 рік була однією з найбільших голлівудських студій, власником 11 тематичних парків і двох аквапарків, а також кількох мереж телерадіомовлення, до числа яких відноситься Американська телерадіомовна компанія (ABC).
Штаб-квартира компанії Волта Діснея і основні виробничі потужності зосереджені на Студії Волта Діснея (Walt Disney Studios) у місті Бербанк, штат Каліфорнія, США.
Компанія Волта Діснея входить в промисловий індекс Доу-Джонса. Ринкова капіталізація на 18 липня 2022 — близько 173 млрд доларів.

## Історія

### Довоєнна історія
У 1923 році Дісней переїжджає до Лос-Анджелеса, де зі своїм братом Роєм 16 жовтня створює в Голлівуді «Disney Brothers Cartoon Studio» (згодом «The Walt Disney Studio» і «The Walt Disney Company»).
1 березня 1924 року Дісней презентував свій перший трюковий фільм «День Аліси на морі», що його підказали герої книги Льюїса Керрола «Аліса в Країні чудес». Свою серію фільмів, намальованих у 1926—1927 рр., режисер теж назвав на честь героїні цієї книги — «Аліса в країні анімації» (всього Дісней зняв 56 фільмів про пригоди Аліси).
1927 року величезну популярність мав фільм «Кролик Освальд», а його герой відкриває галерею знаменитих персонажів із фільмів Діснея. Мишеняти Міккі Мауса, що його намалював компаньйон Діснея і за сумісництвом старший аніматор Аб Айверкс, спочатку звали Мортімер, проте згодом дістав ім'я, сьогодні добре відоме в усьому світі. Уперше мишеня Міккі Маус з'явився в німому фільмі «Шалений аероплан» (1928), а того ж року став героєм і першого звукового фільму Діснея — «Пароплав Віллі» (перший в історії мальований фільм із синхронним звуком). У перших стрічках Дісней озвучив мишеня, а невдовзі цей фільм відкрив перед молодим режисером дорогу до приголомшливої кар'єри. Тоді ж остаточно сформувався впізнаваний стиль діснеївських фільмів, що багато в чому визначався особистим внеском його старшого аніматора Аба Айверкса.
1929 року Дісней почав працювати над циклом «Кумедні симфонії», й на 1938 рік зняв понад 70 серій, разом з такими шедеврами, як «Танець скелетів» (1929), «Гидке каченя» (1932), «Троє поросят» (1933). Уже в цих фільмах з'являються герої, що стали всесвітньо відомими — смішні песики Плуто (1930) і Гуфі (1932), а також каченя Дональд Дак (у своїй характерній матроській формі він став одним із найзнаменитіших персонажів із діснеєвських мультфільмів, уперше з'явившись на екрані 1934 року).
Дісней збив величезний капітал на популярності своїх персонажів. Після виходу на экран ці герої з'являлись на сторінках коміксів, на тисячах різних предметів. вже в 1930-ті роки з'явились іграшки, що скидалися на героїв Діснея. Образи Міккі Мауса чи каченяти Дональда Дака використовували при виробництві годинників, предметів одягу й інших речей повсякденного користування. Нерідко за їхньої допомоги рекламували ті чи ті товари. Дісней продавав за кордон ліцензії, що дозволяли використовувати в комерційних цілях образи з його мультфільмів.
Коли Діснею було 14 років і він підробляв продаючи газети, в Канзас-Сіті він побачив короткий німий мультфільм про Білосніжку, який йому запам'ятався на все життя. Восени 1934 року Дісней зробив перший начерк сценарію за мотивами казки братів Грімм. Над останньою версією цього сценарію разом із Діснеєм трудилось декілька осіб, включно Отто Інгландера, Ерла Гарда й Теда Сірса. 21 грудня 1937 року на екранах Америки вперше був показаний повнометражний анімаційний фільм Діснея «Білосніжка і семеро гномів» за казкою братів Грімм. «Білосніжка» принесла Діснею колосальний успіх: всесвітню популярність, понад 8 млн доларів доходу й захоплені відгуки в професійній пресі.

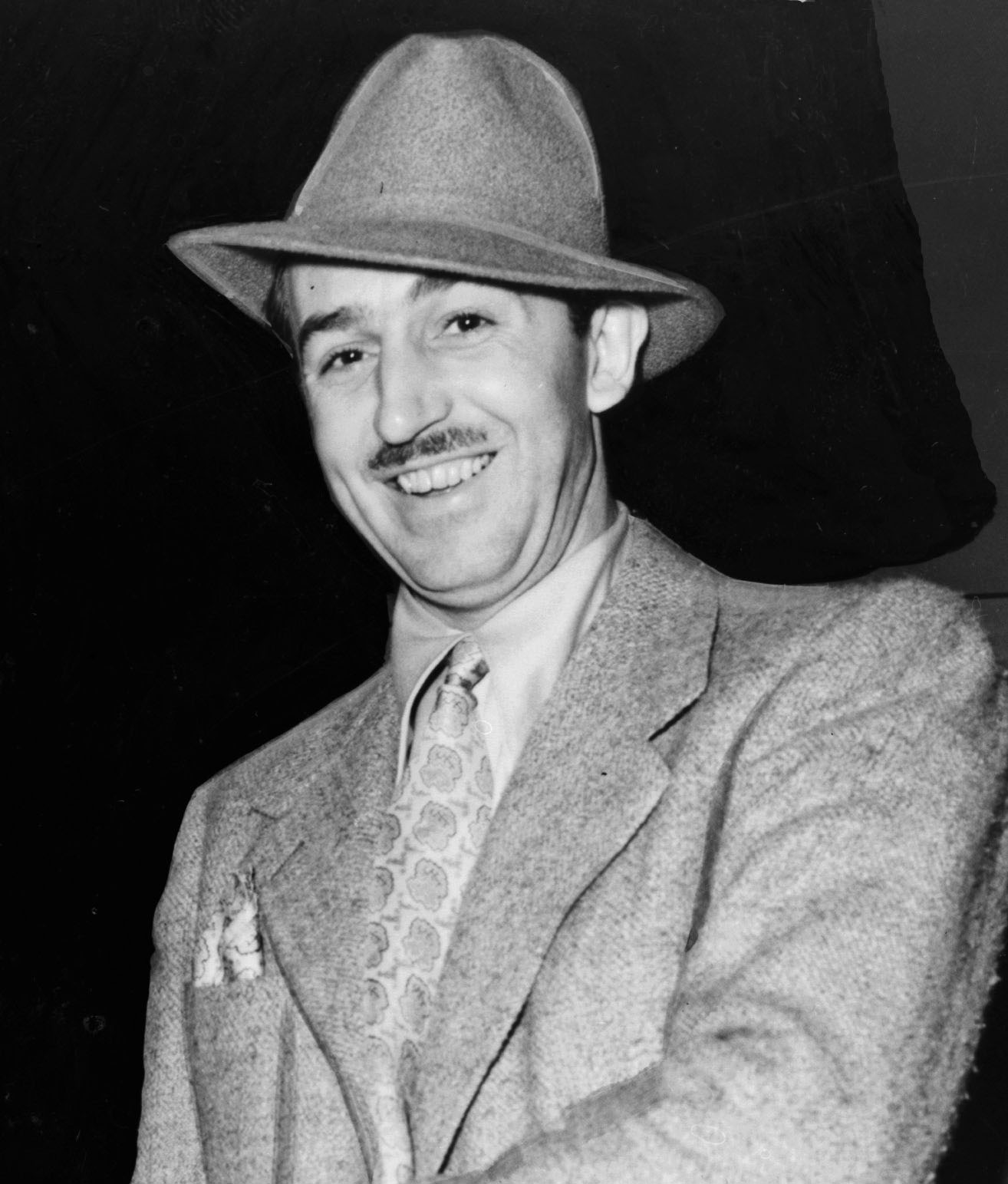
Волт Дісней, 1938

Невдовзі з'явилися нові повнометражні фільми діснеєвської студії. «Піноккіо» (1940) за казкою італійського письменника XIX століття Карло Коллоді глядачі сприйняли із захватом, що поділяли й критики. І цей успіх був результатом титанічної праці: приміром, щоби краще намалювати сцену, коли Піноккіо намагається втекти від кита, художники довго вивчали звички та рухи справжніх китів. Відмінні малюнки, динамічний сюжет, прекрасно підкреслений музикою, забезпечили фільму величезний успіх — досі «Піноккіо» поряд із «Білосніжкою» вважається найкращим фільмом Діснея. Музика до цього фільму, авторами якої були Лі Харлайн, Поль Сміт і Нед Вашінгтон, була нагороджена «Оскаром». Була також відзначена пісенька «When you wish upon a star» (музика Лі Харлайна на слова Неда Вашінгтона).
Суперечливі думки викликала «Фантазія» (1940) режисера Волта Діснея на сценарій Джо Гранта і Діка Г'юмара й під музичним керівництвом Едварда Пламба. Ідея фільму виникла ще від часу роботи над «Кумедними симфоніями», де фабула тісно перепліталась із музичними творами. «Фантазія» — це смілий експеримент зі звуком, кольором і зображенням, спроба передати музику в лінії та кольорі, підпорядковуючи малюнок музичному контексту. Приміром, токката і фуга Йоганна Себастьяна Баха показані в вигляді абстрактних форм, а музика з балету Чайковського «Лускунчик» супроводжується танцем грибів; на тлі «Свята весни» Ігоря Стравінського розгортається барвистий сюжет сотворення світу. Найбільш позбавленим смаку фрагментом фільму критики називали сцену, коли під звуки «Пасторальної симфонії» Бетховена на екрані з'являються кентаври. І тільки в 1960-х роках «Фантазія» дістала визнання — коли такі твори стали масово пропагандувати популярну музику.
У «Фантазії» серед інших персонажів з'являється мишеня Міккі Маус, добре знайомий з ранніх фільмів Діснея. Перед зйомкою «Фантазії» Дісней разом з диригентом Леопольдом Стоковським зняв стрічку «Учень чародія» з Міккі Маусом у ролі невдачливого учня. В основу цього мультфільму покладений музичний твір Поля Дюка з тією ж назвою.
Повнометражні фільми, що їх створювала діснеєвська студія, часто називають сімейними. Зокрема, йдеться про фільм «Дамбо» (1941) — музична розповідь за мотивами книги Гелен Еберсон і Гарольда про маленького циркового слоненя, що навчився літати (продюсер — Волт Дісней, режисер — Бен Шарпстін). Динамічні кумедні пригоди, що збудовані на нестримній фантазії авторів, чудова пластика мальованих персонажів — усе це принесло фільму шалену популярність. Знаменитими стали сцени параду рожевих слонів, а також фантазії слоненяти, що випив келих шампанського.
Величезну симпатію дітей і дорослих здобув і оленятко з фільму «Бембі» (1942), який разом зі своїми лісовими друзями переживає безліч неймовірних пригод. Оленятко Бембі — один із найсимпатичніших героїв фільмів Діснея.

### До смерті Діснея
1950 року Дісней створив мальовану версію казки «Попелюшка» про скромну, прекрасну дівчину, що за допомогою доброї феї стає нареченою прекрасного принца. Режисерами фільму «Попелюшка» були Вілфред Джексон, Гамільтон Ласки, Клайд Джеронімі. У фільмі про Полпелюшку, що зняв Дісней, були використані останні технічні досягнення анімації того часу. Серед найбільш чудових сцен слід назвати ту, коли миші, що штовхають велетенського гарбуза, перетворюються на прекрасних скакунів, запряжених в карету, а добра фея перетворює шмаття Попелюшки на прекрасну бальну сукню. За прекрасну технічну майстерність фільм на Берлінському кінофестивалі був нагороджений «Золотим ведмедем», а творці стрічки знову по-хозяйськи розпорядились популярністю мальованих персонажів: діснеївська Попелюшка з'явилась на футболках, постільній білизні та хустинках в багатьох країнах світу.
Три режисери, що зняли «Попелюшку», на кіностудії Волта Діснея створили 1953 року новий шедевр — фільм «Пітер Пен» за книгою сера Джеймса Баррі. За цим повнометражним мультфільмом слідом пішли такі знамениті стрічки, як «Леді та Волоцюга» (1955), «Спляча красуня» (1959) і «Сто один далматинець» (1961), які стали класикою анімаційного кіно.
1948 року Волт Дісней почав знімати свою знамениту серію кольорових освітніх фільмів, головно про природу — зокрема, картини «Жива пустеля» (1953) і «Зникла прерія» (1954), режисером яких був Джеймс Елгар. Ці фільми здобули велику популярність, розкриваючи маловідомі сторони життя тварин і рослин, а також вселяючи глядачам ідеї збереження живої природи.
Тоді ж на діснеївській студії стали знімати гральні пригодницькі фільми, що розраховані на юного глядача — серед найбільш вартих уваги можна назвати «Острів скарбів» (1950) за повістю Роберта Льюїса Стівенсона (режисер Байрон Хаскін), «Робін Гуд» (1952) (режисер Кен Аннакін). Одною зі стрічок, що їх зняв Дісней, була знаменита «Мері Поппінс» (1964) — кінофантазія, в жанрі мюзикла про дітей, довірених няньки-чарівниці. Виконавиця головної ролі Джулі Ендрюс дістала «Оскар» за найкращу жіночу роль, а сам мюзикл був нагороджений п'ятьма «Оскарами» (режисер Роберт Стівенсон). В усіх цих фільмах Дісней виступав як продюсер, стежив за ходом зйомок і сильно впливав на художню сторону фільмів.
У 1950-ті роки студія Діснея розширила свою діяльність: щоденно стала готувати розважальні телепрограми «Діснейленд», 1955 року в Анахаймі, під Лос-Анджелесом, було відкрито розважальний комплекс із атракціонами «Діснейленд-парк», де діти, що оточені персонажами з улюблених діснеївських мультфільмів, потрапляли в атмосферу незабутнього свята. Згодом ця вдала ідея була тиражована: 1971 року в Орландо на Флориді з'явився «Світ Діснея», а 1992 року біля Парижа відкритий Євродіснейленд.

### Після смерті Діснея
15 грудня 1966 року Волт Дісней пішов з життя. Плани, що їх залишив Волт Дісней упродовж кількох років сприяли розвиткові компанії, керівництво якої взяв на свої плечі Рой Дісней. Фільми «Книга джунглів» і «Коти-аристократи» 1970 року підтвердили вищість компанії в царині анімаційного кіно, а картина «Вірус кохання» стала найкасовішим фільмом року.
З метою ввійти в галузь дорослого кіно The Walt Disney Company заснувала нову кіностудію — Touchstone Pictures, що 1984 року випустила фільм «Сплеск». За рік до цього компанія Disney запустила кабельний канал The Disney Channel. Платне телебачення виявилось комерційно успішним, проте керівники компанії розуміли, що вона має бути широко представлена й на ефірному телебаченні. Тому 1985 року Touchstone Pictures розпочала випуск неймовірно успішної передачі «Золоті дівчата», а з 1986 року по недільних вечорах стала виходити програма «Фільми Disney по неділях», яка згодом перейменована в «Чарівний світ Діснея». 1988 року компанія Disney уперше стала лідером касових зборів серед голлівудських студій. Сталося це завдяки прибутку від прокату таких фільмів, як «Хто підставив кролика Роджера», «Доброго ранку, В'єтнам», а пізніше: «Люба, я зменшив дітей», «Дік Трейсі» .
Комерційно успішними стали фільми «Русалонька», «Красуня і Чудовисько», також величений успіх отримав фільм «Аладдін». Мультфільм «Красуня і Чудовисько» став першим мультфільмом, який висунули на премію Оскар за найкращий фільм року. Того ж року збільшились доходи звукозаписної компанії Hollywood Records. До 2010 року The Walt Disney Company володіла кінокомпанією Miramax Films (вона разом зі своєю колекцією фільмів була продана за $660 млн групі інвесторів на чолі з Рональдом Тьютором). До того ж Walt Disney купила кіностудію 1993 року в братів Вайнштейнів за $80 млн, але в останні роки Miramax була фінансово неспроможною. Фільм «Король Лев», що став одним із найкасовіших фільмів в історії кінематографу, зміг підтвердити успіх Disney в царині мультфільмів . За ним 1995 року вийшов фільм «Покахонтас», а 1996 року — «Горбань із Нотр-Даму». Фільм спільного виробництва зі студією Pixar — «Історія іграшок» став першим повнометражним мультфільмом, повністю знятим методом комп'ютерної анімації.
2003 року два фільми The Walt Disney Company принесли касові збори понад $300 млн: фільм «Пірати Карибського моря: Прокляття «Чорної перлини»» і фільм спільного виробництва зі студією Pixar — «У пошуках Немо». У листопаді 2003 року компанія святкувала 75-річчя Міккі Мауса.
2006 року на каналі Disney Channel був показаний телефільм «Шкільний мюзикл». У травні того ж року компанія стала власником Pixar Animation Studios. У червні 2006 року вийшов мультфільм виробництва Disney/Pixar «Тачки», який здобув численну кількість призів. А анімаційний фільм «Рататуй», що вийшов у червні 2007 року став справжнім успіхом. Також того ж року знаменитий селезень Скрудж МакДак став почесним жителем міста Глазго. The Walt Disney Company 30 жовтня 2012 купила кінокомпанію Lucasfilm разом з правами на франшизу «Зоряні війни» за $4 млрд.
У 2009 році вийшов фільм «Принцеса і Жаба», у якому вирішили повернутись до традиційної анімації та мотивів казки. У 2010 році вийшов 50-й повнометражний анімований фільм Walt Disney Animation Studios, «Рапунцель: Заплутана історія». 1 листопада 2012 року в Україні вийшов повнометражний мультфільм «Ральф-руйнівник». Через день він вийшов у США. 21 листопада 2013 року вийшов фільм «Крижане серце», який здобув премію «Оскар» за найкращий анімаційний повнометражний фільм. Цей фільм став найкасовішим анімаційним фільмом в історії кінематографу. 23 жовтня 2014 року вийшов фільм «Супер шістка», знятий за мотивами однойменного коміксу від Marvel. В 2016 році вийшов фільм «Зоотрополіс».
Герої мультфільмів Діснея Рапунцель, Ральф, Попелюшка, Ельза, Русалонька, Міккі Маус та інші стали також героями численних тематичних відеоігор.

## Прийоми
У роботах Діснея використовувалась широко поширена в той період покадрова, або анімаційна зйомка — це зйомка на плівку окремих нерухомих фаз (моментів) руху, виражених в малюнку. Послідовна проєкція цих зображень на екран зі швидкістю 24 кадри за секунду створює ілюзію руху, ефект «одухотворення» персонажів. Це титанічна праця, адже для фільму потрібно було вручну зробити величезну кількість малюнків. Приміром, фільм, тривалістю 25 хвилин «Загибель „Лузітанії“» (1918) Вінзора Мак-Кея складався з 25 тисяч малюнків. Починаючи з «Пароплава Віллі» в стрічках Діснея важливу роль починає відігравати музика. Звук у його фільмах служить не тільки тлом для діалогів, а стає їхньою важливою складовою часиною, музичним фоном, створюючи гармонію всього мальованого твору. Початок було покладено знаменитою сценою з «Пароплава Віллі», коли мишеня Міккі Маус використовує інших тварин як музичні інструменти — наприклад, котячий хвіст у ролі струни.
«Білосніжка і семеро гномів» — результат напруженого трирічної праці 570-ти художників, які на основі точних ескізів щороку створювали понад мільйон мальованих кадрів. Для прискорення роботи Дісней вирішив оптимізувати працю аніматорів: одна група (провідні художники) малювала так звані «ключові» (keyframes) кадри, що показують суть руху, які потім передавались великій групі аніматорів-фазівщиків, що доповнювали «ключові» кадри «проміжними» (in-betweens) і доводили сцену до досконалості, кропітко створюючи все фази покадрового руху. Сцена повернення сімох гномів додому, що триваю одну хвилину, потребувала праці п'яти художників упродовж півроку. Це було спричинено тим, що кожен із гномів мав свою особливу, індивідуальну манеру пересуватися. Завдяки цьому глядач легко міг відрізнити гномів одне від одного.
Художники Волта Діснея, перед тим як малювати тварин, завжди ретельно вивчали повадки їхніх живих прототипів. Тому, попри казковий сюжет, усі рухи на екрані врай правдоподібні. Прикладом такого підходу можуть бути мальовані звірята в фільмі «Піноккіо».
У «Фантазії» Волта Діснея вперше на широкому екрані з'являється стереозвук. Усі відзначали високу якість музичного супроводу цього фільму, який був записаний у виконанні Філадельфійського симфонічного оркестру під керівництвом Леопольда Стоковського. Фільм складався з 8-ми частин, кожна з яких — новий музичний твір, нові персонажі та відеоефекти.
1932 року американські інженери Йосип Артур Белл і Джордж Альфред Мітчел сконструювали кінознімальний апарат для кольорової кінозйомки на три чорно-білих кіноплівки за системою «Техніколор» (англ. Technicolor). На трьох чорно-білих негативах одночасно фіксувалися три основних кольори (червоний, синій и зелений), а потім гідротипним способом кольороподілені зображення переносились на спеціальну киноплівку, створюючи повнокольорову фільмокопію. Одним із перших режисерів, що почав використовувати ці камери, був Волт Дісней — у першому кольоровому мультфільмі «Квіти та дерева» (1932). Дісней зміг домогтися ексклюзивного контракту з «Техніколор», який забороняв іншим аніматорам (таким як Мак Флейшер і Аб Айверкс, що на той час пішов від Діснея) використовувати в кольорових фільмах цю технологію. Відтак вони вимушені були використовувати двокольорову систему «Сінеколор» (англ. Cinecolor). Такі умови на тривалий час позбавили студію Діснея від конкуренції та затвердили за нею звання флагмана анімаційного виробництва.
Кожну чергову діснеївську прем'єру супроводжували завчасно підготовлені афіші, як, приміром, до мультфільму Попелюшка. У мюзиклі «Мері Поппінс» в кількох сценах гра акторів була суміщена з анімацією.
Навіть в епоху прогресивних технологій компанія не припиняє дивувати критиків та фанатів. У 2018 році компанія Disney представила робота, що здатен відтворюти рухи людини. При класичних сценах ще помітна відмінність, однак при виконанні каскадерських трюків, особливо в повітрі, робот повністю ідентичний людині. Проект Stickman створює людиноподібних роботів, котрі за допомогою акселерометрів та гіроскопів, що вбудовані в конструкцію, здатні корегувати положення свого тіла в повітрі. Подібні розробки у сфері аніматроніки уже використовувались у фільмі «Пірати Карибського моря». Передбачається також активне використання провідної технології у фільмах кіновсесвіту Marvel.

## Українець, найкращий аніматор Волта Діснея
Передавати емоції діснеївським героям допоміг син українських емігрантів Володимир Титла. 1934 року його запросили на роботу в студію Діснея. Тоді там готували лише короткі мультфільми з примітивною анімацією, та цього разу студія поставила амбітний план створення мультфільму тривалістю 80 хвилин.
Для героїні Білосніжки з-поміж 200 кандидаток обрали танцюристку, щоб перемальовувати її рухи, над її створенням та малюванням гномів працював Титла. Мультфільм став сенсацією і отримав премію Оскар.
Після Білосніжки Титла перейшов у ранг топ-аніматорів із зарплатнею в $300 на тиждень. Коли Дісней вирішив створити мультфільм про слоненя Дамбо і його маму, він звернувся до Титли. Саме «Дамбо» 1941 року назвали вершиною творчості Титли, а кінокритики присудили два «Оскари» та «Пальмову гілку» за анімацію.
Підступний лялькар Стромболі з мультфільму «Піноккіо» став новим проривом для студії. Титлі, який і сам вирізнявся зростом, кремезною статурою, густими чорними бровами та волоссям, легко дався візуальний образ італійця. З емоціями теж було нескладно, Володимир мав запальний характер.
Коли для мультфільму «Фантазія» потрібно було створити образ Чорнобога — бога темряви у слов'янській міфології, це завдання теж довірили Титлі. Аби додати Чорнобогові лиховісності, художник працював практично у темряві, поставивши на підлогу невелику лампу, і змальовував із дзеркала страхітливі тіні на своєму обличчі. Експресивний за своєю натурою, Титла зумів відкрити нову еру в діснеївських мультфільмах — еру емоцій та детально розроблених характерів.

## Підрозділи

### Розважальний підрозділ
Початковим і єдиним до 1955 року напрямом бізнесу компанії Волта Дісней був кінематограф. Підрозділ також відомий як Walt Disney Studios, включає кіно- і анімаційні студії Дісней, лейбли звукозапису і серію бродвейських театральних вистав. Починаючи від 2002 року цей підрозділ очолює Дік Кук.
У серпні 2009 року стало відомо, що Walt Disney Company купує Marvel Entertainment за $4,5 млрд. Для завершення угоди залишилось тільки рішення Антимонопольного комітету США. Disney поглинула Marvel зі всіма «тельбухами», включно з Marvel Comics, відому як Marvel Publishing (найбільш слабкофінансований підрозділ компанії), Marvel Animation (випускає мультфільми), Marvel Studios (створює повнометражне кіно) та багатьох інших.

#### Кінематограф
Buena Vista Motion Pictures Group це група основних кіностудій компанії Волта Діснея, який включає:
- Walt Disney Pictures
- 20th Century Studios
- Searchlight Pictures
- Disney Nature
- Marvel Studios
- Lucasfilm

#### Візуальні ефекти
- Industrial Light & Magic

#### Формати
- Disney Digital 3D

#### Кінопрокатники
- WDSSPR (Walt Disney Studios Sony Pictures Releasing)
- BVSPR (Buena Vista Sony Pictures Releasing)

#### Лейбли звукозапису
- Walt Disney Records
- Hollywood Records
- Skywalker Sound

#### Театр
- Walt Disney Theatrical
- Hyperion Theatrical (не під брендом «Disney»)

#### Анімація
- Walt Disney Animation Studios
- Disney Television Animation
- DisneyToon Studios
- Pixar Animation Studios

### Парки та курорти
Окрім тематичних парків і курортів, цей підрозділ включає Disney Regional Entertainment (якому належить мережа спортивних ресторанів ESPN Zone), Walt Disney Imagineering і Walt Disney Creative Entertainment.

### Дитяче телеканали
- Disney Channel
- Disney XD
- Disney Cinemagic
- Disney Junior

### Закриті канали
- Toon Disney[en] (закрився 13 лютого 2009 року)
- Fox Kids (закрився 31 грудня 2002 року)
- Fox Kids Play (закрився слідом за каналом Fox Kids)
- Jetix (закрився 10 серпня 2010 року)
- Jetix Play (закрився 1 серпня 2010 року)
- Playhouse Disney (закрився 1 вересня 2012 року)

### Блоки
- Disney Junior (блок програм для дошкільнят на каналі Disney Channel) (у процесі появи)
- ABC Kids (US)[en] (блок на каналі ABC)
- Disney, Disney Junior

### Закриті блоки
- Чарівний світ Disney (блок на каналі РТР)
- Дисней-клуб (Дісней-клуб) (Росія) (блок на Першому каналі)
- Чарівний світ Disney (блок на каналах 1+1, Інтер, Новий канал НЛО ТV ПлюсПлюс і ICTV)
- Час Disney's на СТС (закритий) (блок на каналі СТС)
- Playhouse Disney (блок програм для дошкільнят на каналі Disney Channel) (закрився 1 вересня 2012 року)
- Disney’s One Saturday Morning[en] (закритий) (блок на каналі ABC)
- Disney’s One Too[en] (закритий) (блок на каналі UPN)
- The Disney Afternoon[en] (закритий) (блок на каналі UPN)
- Jetix Max (закритий у зв'язку з припиненням трансляції Jetix) (блок програм на каналі Jetix)

### Не відкриті канали
(Новий ребрендинг поки не планується)

### Мережі телерадіомовлення
- Disney Television Animation
- Touchstone Television
- ABC Entertainment
- ABC Television Network
- Buena Vista Television
- ESPN
- SOAPnet
- Lifetime Television

Компанії Волта Діснея належить низка мереж кабельного телебачення, включно з Disney Channel, ABC Family, Toon Disney, мережа каналів ESPN і SOAPnet. Дісней має істотну частку акцій Lifetime Television (50 %), A&E Network (37.5 %), E! (40 %) і Jetix Europe N.V. (100 %).
Через Американську телерадіомовну компанію (Эй-Бі-Сі) Дісней контролює 10 локальних телевізійоних станцій, 26 локальних радіостанцій, а також ESPN Radio і Radio Disney. Buena Vista Television готує до ефіру такі телевізійні шоу як «Who Wants to Be a Millionaire» (рос. Хто хоче стати мільйонером), «Live with Regis and Kelly» и «Ebert & Roeper».
Дісней володіє видавничою компанією Hyperion, а також інтернет-підрозділом Walt Disney Internet Group (WDIG), якому належать вебсайти Go.com, Disney.com, ESPN.com, ABCNews.com і Movies.com.
2009 року було оголошено про створення нового підрозділу Disney Double Dare You, яку повинен був очолити Гільєрмо дель Торо. Новий підрозділ мав узятися за створення фільмів жахів у межах сімейного кіно. Проте 2010 року було повідомлено про скасування проекту.
2009 року досягла домовленість, згідно з якою Disney стає власником корпорації Marvel Entertainment, що випускає популярні серії коміксів, за 4 млрд доларів. У власність до Disney переходять 5 тис. персонажів коміксів, поміж ними популярні серед молоді Людина-павук і Залізна людина. Зі свого боку близько 40 % акцій компанії перейшли до рук акціонерів Marvel.
З 10 серпня 2010 року по 1 січня 2013 року функціонувала українська версія каналу Disney Channel — Disney Channel Ukraine.
20 березня 2019 року Disney завершила операцію з купівлі 21st Century Fox. Під контроль Disney перейде кіно — і телестудія Twentieth Century Fox.

### Товари вжитку
- Disney Interactive Studios
- Disney Publishing Worldwide
- Disney Store

## Показники діяльності
Виручка за 2010 рік становила $38,063 млрд (зростання на 5,3 % у порівнянні з 2009 роком), чистий прибуток — $3,963 млрд (зростання на 19,8 %).
У 2020 році у рейтингу топ-10 найкращих брендів.

## Критика
Студія Діснея є одним із найбільших гравців на сучасному медійному ринку. Попри те, що саме завдяки їхнім блискучим роботам, таким як Русалонька, у світі знову виник інтерес до анімаційних фільмів, що згас був у вісімдесятих, багато сучасних студій, такі як DreamWorks і Pixar, часто висміюють різноманітні діснеївські кліше в своїх картинах. У анімаційному серіалі Південний парк, що славиться своїм досить різким гумором компанія взагалі представлена в образі «Корпорації зла».
Водночас, компанія постійно критиці з боку громадських і релігійних організацій у США. Зокрема, консервативні релігійні організації «Католицька ліга», «Асамблея бога» і «Американська сімейна асоціація» бойкотували студію за підтримку гомосексуальних людей. Крім того, на адресу компанії звучали такі звинувачення, як порушення умов праці на фабриках, расизм і недбале ставлення до навколишнього середовища.

## Walt Disney Studios Home Entertainment
VHS-видання цього фільму було засноване 1978 року й спочатку воно називалось Walt Disney Home Video. Від 1984 року є й Walt Disney Classics. Ці видання випускали всі фільми й мультфільми своєї компанії на відеокасетах VHS, з 1994 року також видання Walt Disney Masterpiece Collection і Disney Videos, а з кінця 90-х на DVD — видання Disney DVD, Walt Disney Gold Classic Collection, з 2003 року Walt Disney Home Entertainment. За час існування заставки видання не раз змінювались.

## Ігровий всесвіт
Disney за 1,5 млрд доларів викупила частку в Epic Games для створення нового всесвіту в Fortnite.
Повідомляють, що світ буде створено на основі історій із фільмів Disney, Pixar, Marvel, Star Wars, Avatar і багатьох інших. У ньому користувачі зможуть грати, дивитися відеоконтент, створювати власні історії і по-різному взаємодіяти з героями.
При розробці всесвіту буде використовуватися рушій Unreal Engine. Він буде пов'язаний із Fortnite, але наскільки тісно, партнери поки не уточнили. У The Verge не виключають, що доступ до ігрового всесвіту можна буде отримати безпосередньо з Fortnite за аналогією з LEGO-режимом.
Компанії опублікували невеликий тизер спільного проєкту, але без безпосередніх кадрів ігрового процесу. У зв'язку з цим, поки незрозуміло, який саме вигляд матиме анонсований інтерактивний всесвіт і які конкретно можливості він запропонує.

Глава Disney Роберт Айгер заявив, що для компанії це найбільша інвестиція в ігрову індустрію, яка відкриває широкі можливості для зростання.
Це знаменує собою найбільший вихід Disney у світ ігор і відкриває значні можливості для зростання та розширення. Ми з нетерпінням чекаємо, коли шанувальники зможуть познайомитися з улюбленими історіями Діснея та світами в абсолютно нових форматах

- сказав він.
Раніше Disney та Epic Games залучили сотні мільйонів гравців завдяки інтеграції контенту Fortnite, сезонним колабораціям, активаціям в грі та прямим трансляціям, включаючи війну Marvel Nexus з Галактусом, яка зібрала понад 15,3 мільйона одночасних гравців.